# Albino Mensa
Albino Mensa (Villa Alicia (Argentinië), 14 januari 1916 - Vercelli, 8 januari 1998) was een Italiaans aartsbisschop van de Rooms-Katholieke Kerk.
Mensa werd geboren in een Italiaans immigrantengezin in Argentinië. Na het vroegtijdig overlijden van zijn moeder, keerde het gezin terug naar Italië, waar het zich vestigde in Pinerolo. Daar bezocht Mensa het bisschoppelijk kleinseminarie. Hij studeerde aan de Pauselijke Lateraanse Universiteit en werd in 1939 priester gewijd. Hij werd vervolgens pastoor in Pinerolo, waar hij tevens canoniek recht doceerde aan het lokale seminarie. In 1947 keerd hij terug naar Argentinië, waar hij geestelijk leidsman werd van de Italiaanse gemeenschap aldaar. In 1957 werd hij kanunnik van het kapittel van de Kathedraal van Pinerolo, en vicaris-generaal van het bisdom Pinerolo. 
Op 28 maart 1960 benoemde paus Johannes XXIII hem tot bisschop van Ivrea. In juli van dat jaar wijdde hij Tarcisio Bertone, de latere kardinaal-staatssecretaris priester. In 1966 verhief paus Paulus VI hem tot metropolitaan aartsbisschop van Vercelli. Hij leidde het bisdom tot 1991, toen paus Johannes Paulus II hem - op grond van zijn leeftijd - ontslag verleende. Tarcicio Bertone werd benoemd tot zijn opvolger.